# Здание городской думы (Санкт-Петербург)
Здание Городской думы с башней — комплекс зданий на углу Думской улицы и Невского проспекта в Санкт-Петербурге, памятник архитектуры федерального значения. Состоит из здания Городской думы, выходящего фасадом на Думскую улицу, и башни Городской думы, расположенной на углу. Часто весь комплекс называют зданием Городской думы. Башня, входящая в состав комплекса, является одной из доминант Невского проспекта и иногда рассматривается отдельно от здания Гордумы. Иногда здание думы и башня рассматриваются в ансамбле с примыкающим к ним зданием Серебряных рядов, выходящим фасадом на Невский проспект. Высота башни составляет около 47,5 метров.

## Место в ансамбле Невского проспекта
Башня Городской думы, поставленная у расширения Невского проспекта возле Гостиного двора, видна со значительных расстояний и занимает важное место в исторически сложившемся ансамбле центральной магистрали города. Вертикаль башни Городской думы, портик Перинной линии и монументальное здание Гостиного двора создают архитектурный акцент, определяющий облик Невского проспекта в его центральной части.

## Архитектурные особенности
Здание городской думы изначально внешне повторяло облик Серебряных рядов, а затем, неоднократно перестраиваясь, совершенно утратило первоначальный вид. Построенное в 1847—1852 году по проекту Н. Е. Ефимова трёхэтажное здание было оформлено в стиле итальянского неоренессанса с характерными венецианскими окнами. Этому стилю присущи сдержанность и спокойствие архитектурного декора, что, как считалось в те годы, наилучшим образом отвечает социальной функции административных зданий. В 1913—1914 годах архитектором А. В. Кенелем были надстроены четвёртый и пятый этаж, при этом центральная часть пятого этажа не была построена, чтобы сохранить вид на купол казанского собора в панораме Невского проспекта. В 1986 году правая половина верхнего этажа была разобрана.
Башня же сохранилась в первоначальном виде. Подобные башни были характерной приметой европейских ратуш. Своеобразие многоярусной башни Джакомо Феррари состояло в том, что башня возвышалась не над самим зданием, а сбоку, на углу квартала. Благодаря постановке на красной линии башня стала самым активным вертикальным акцентом в перспективе средней части проспекта. Сооружение имеет необычную пятигранную форму. Каждый ярус обработан на углах пилястрами. Мотив движения ввысь подчеркнут увеличением высоты верхнего яруса, на котором установлены часы. Оригинальна открытая гранитная лестница с расходящимися маршами. Дополнительный деревянный ярус и ажурная металлическая конструкция для подъёма сигнальных шаров, сооружённые в 1830-х—1840-х годах, несколько исказили первоначальный монументальный облик сооружения, но внесли своеобразный штрих в историческую панораму проспекта.

## История строительства

### Гильдейский дом
Петербургская ратуша, учреждённая в 1710-х годах Петром I как орган управления купечеством и торговой жизнью, первоначально находилась на Троицкой площади.
В 1740 году петербургское купечество обратилось к императрице Анне Иоанновне с просьбой разрешить постройку каменной ратуши на участке, до тех пор принадлежавшем секретарю Хрущеву. В  1752 году, ещё до окончания постройки ратуши, купечество испросило соседний участок для постройки каменного гильдейского дома и каменного корпуса в 12 лавок, а в начале 1760-х годов и соседнюю территорию, которая предназначалась под смирительный дом и сиротскую школу.
14 мая 1752 года Главная полиция постановила отдать место на Невском проспекте возле деревянного Гостиного двора «петербургскому купечеству под строение гильдейского дома». В специальной литературе не называется имя архитектора гильдейского дома, предшественника здания Думы. Однако в «Известиях Петербургской городской думы» за 1903 год сообщается, что на этом месте «архитектором Гезелем Яковлевым были возведены, кроме каменного гильдейского общественного дома и ранее построенной каменной ратуши, каменный корпус с 12 лавками... и Серебряный ряд с 14 лавками». Можно понять так, что этот Гезель Яковлев строил гильдейский дом, как и первые Серебряные ряды. Гильдейский дом был построен в 1752—1754 годах. В нём проходили заседания избранных купечеством «городовых старост».
Деревянные лавки купцов, торговавших изделиями из серебра, «Серебряные ряды», сгорели в 1783 году. В 1784—1787 годах архитектор Джакомо Кваренги возвел сохранившееся доныне каменное здание «Серебряных рядов», обработанное в нижнем этаже открытой аркадой.

### Ратгауз и городская дума

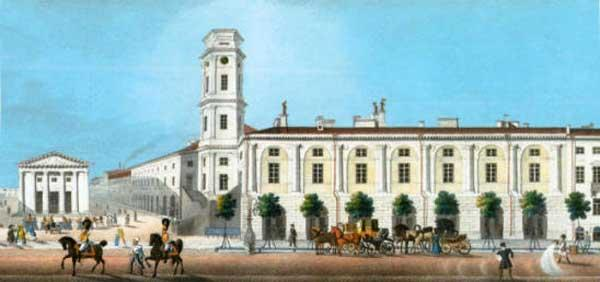
Вид на здание Городской Думы с Невского проспекта в 1830-х годах. Хорошо видна симметрия конструкции, образуемой Думой, Серебряными рядами и башней Думы между ними. На башне ещё не установлены павильон и конструкция для подъёма сигнальных шаров

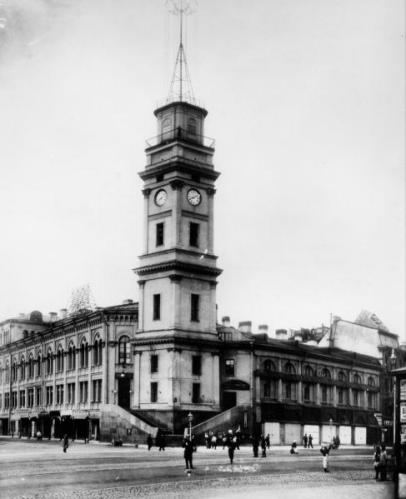
Вид на здание Городской Думы с Невского проспекта в 1890 году. Симметрия конструкции нарушена перестройкой здания Думы по проекту Ефимова

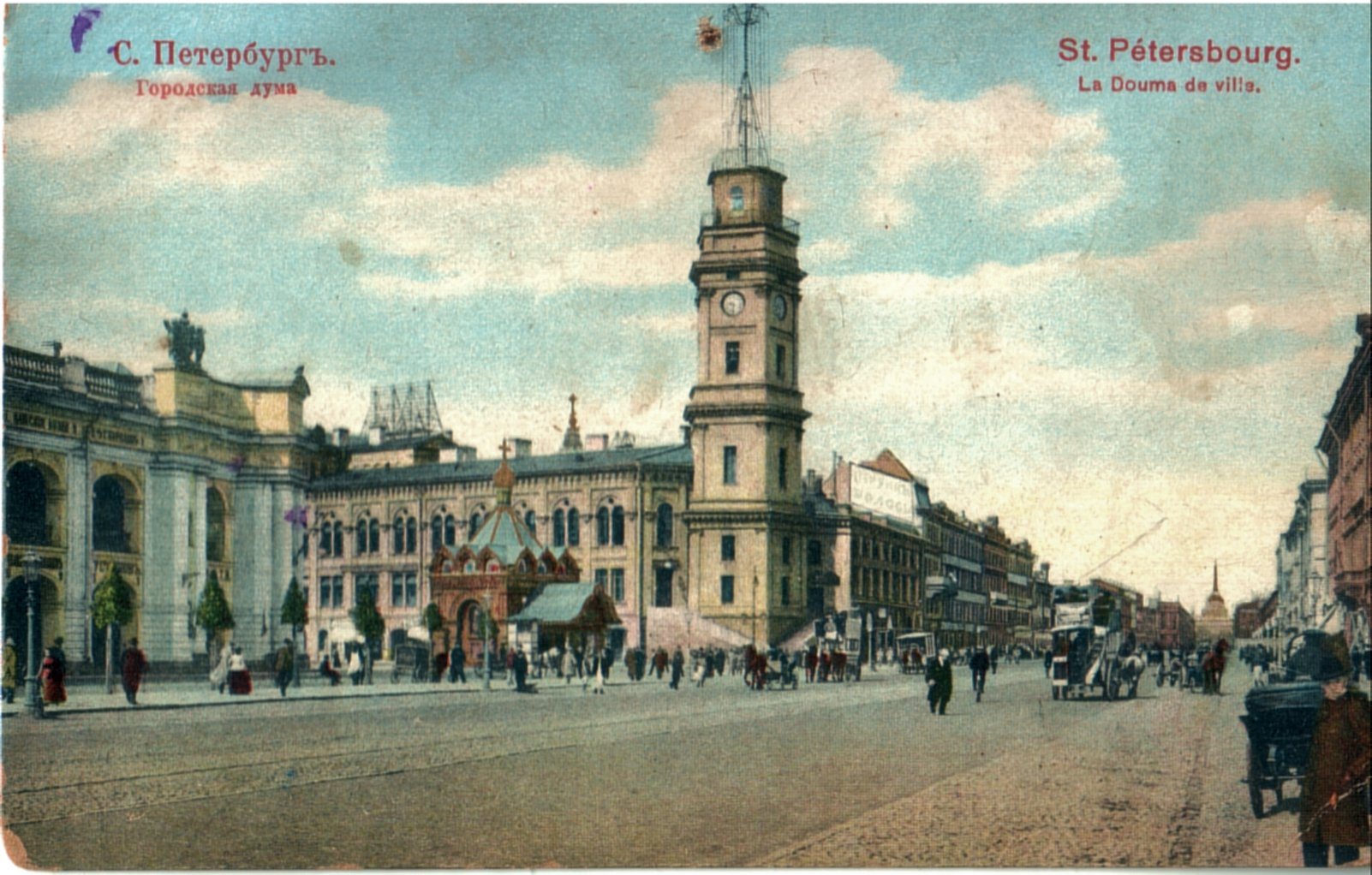
Городская Дума на цветной открытке конца XIX века

В 1785 году в Российской империи Екатериной II была введена в действие Жалованная грамота городам, предписывающая, что городские думы должны доставлять жителям нужное пособие к прокорму, сохранять город от ссор и тяжб с другими поселениями, а также «возбранять всё, что доброму порядку и благочинию противно». С 1786 года в здании Общественного гильдейского дома наряду с общественным купеческим управлением размещалась Петербургская городская дума.
Вот как описывает это место И. Г. Георги в 1794 году:

§ 163. Дом Городской Думы близ большого гостиного двора. В нижнем этаже сего дома находятся лавки для различных товаров; многие же комнаты, во втором этаже находящиеся, определены на различные заседания, как то:
1. Для собраний общей, а также и шестигласной думы.
2. Для трёх купеческих гильдий.
3. Для Российских ремесленников.
4. Для трёхлетних выборов заседателей в городских магистратах и ежегодных выборов судей в словесные суды десяти частей города; также и гильдийских старшин.
5. Для публичной аукционной каморы.

В 1799 году Павел I издал указ, по которому гильдейский дом передали в городское управление для устройства в нём ратгауза, как тогда по-немецки назывался орган городского самоуправления. Вскоре последовало новое повеление: гильдейский дом для ратгауза тесен, и его надлежит расширить, но не возводить новое здание. Павел I распорядился возвести на крыше здания, в части, примыкающей к Невскому проспекту, сигнальную башню — видом, «соответствующим великолепию столицы». По императорскому распоряжению архитектор Яков Феррари разработал проект пятиярусного строения в виде тосканской кампанилы.
Строительные работы начались осенью 1799 года и закончились в 1804 году. Строительством руководил итальянский архитектор и художник-декоратор Джакомо Феррари. Яков Яковлевич, как его называли в России, в молодости работал в Парме, а в 1790-е годы по протекции Джакомо Кваренги был приглашён в Россию. Вместе со своим покровителем он занимался возведением Александровского дворца в Царском Селе, а так как Кваренги построил новое здание Серебряных рядов, то проект и строительство башни ратгауза он доверил своему земляку. На углу Невского проспекта, разобрав часть здания, возвели пятиярусную, как предписывал император, «приличную на сём здании» башню. Заканчивалось строительство при Александре I. Новое здание Городской думы повторяло по внешнему облику «Серебряные ряды». Таким образом, башня, расположенная между зданием Думы (ныне по Думской улице) и Серебряными торговыми рядами (по Невскому проспекту) стала центром симметричной конструкции.
Николай I в 1846 году инициировал масштабную реформу городского правления. Соответственно новым задачам потребовалось перестроить здание. Проект перестройки выполнил в 1847 году архитектор Н. Е. Ефимов. В задачу автора проекта входило устройство в здании нескольких больших залов для общих собраний депутатов. Вместе с тем он должен был модернизировать фасад здания, архитектура которого казалась к этому времени устаревшей. В это же время он работал ещё над двумя другими административными заказами — зданием Министерства государственных имуществ и домом министра, оба на Исаакиевской площади. Все три постройки оформлены в стиле итальянского ренессанса, причем для здания на Думской улице этот мотив «оправдал» задним числом тосканскую башню Феррари. Ефимов увеличил высоту здания, изменил очертания оконных проёмов и возвел над средней частью четвёртый этаж. Фасады башни не переделывались. Таким образом, симметрия конструкции, центром которой являлась башня, была нарушена. Оформление двух больших двусветных залов, и парадной лестницы с гранитными колоннами Ефимов решил, как и фасады, в формах ренессанса. Начатые работы после смерти Ефимова закончил в 1852 году архитектор Л. Л. Бонштедт.
12 мая 1867 года в Здании Городской думы прошёл концерт в честь делегатов, прибывших на открытие Всеславянской этнографической экспедиции. В концерте участвовал оркестр под управлением М. А. Балакирева, исполнивший «Камаринскую» М. И. Глинки, сцены из оперы Станислава Монюшко «Галька», «Серебряную фантазию» Н. А. Римского-Корсакова и другие произведения славянских композиторов.
В 1913—1914 годах Александр Кёнель, архитектор петербургского модерна и сын Василия Кёнеля, автора здания цирка Чинизелли, надстроил к думе четвёртый и пятый этажи. Говорят, петербуржцы не одобрили изменений, в прессе печатались возмущённые статьи. Согласно преданиям, А. Кёнель долго переживал. Когда он скончался, появились слухи, что архитектор ходит по башне Городской думы и вздыхает: «Что же вам здесь не нравится?»

### Капитальный ремонт и реконструкция

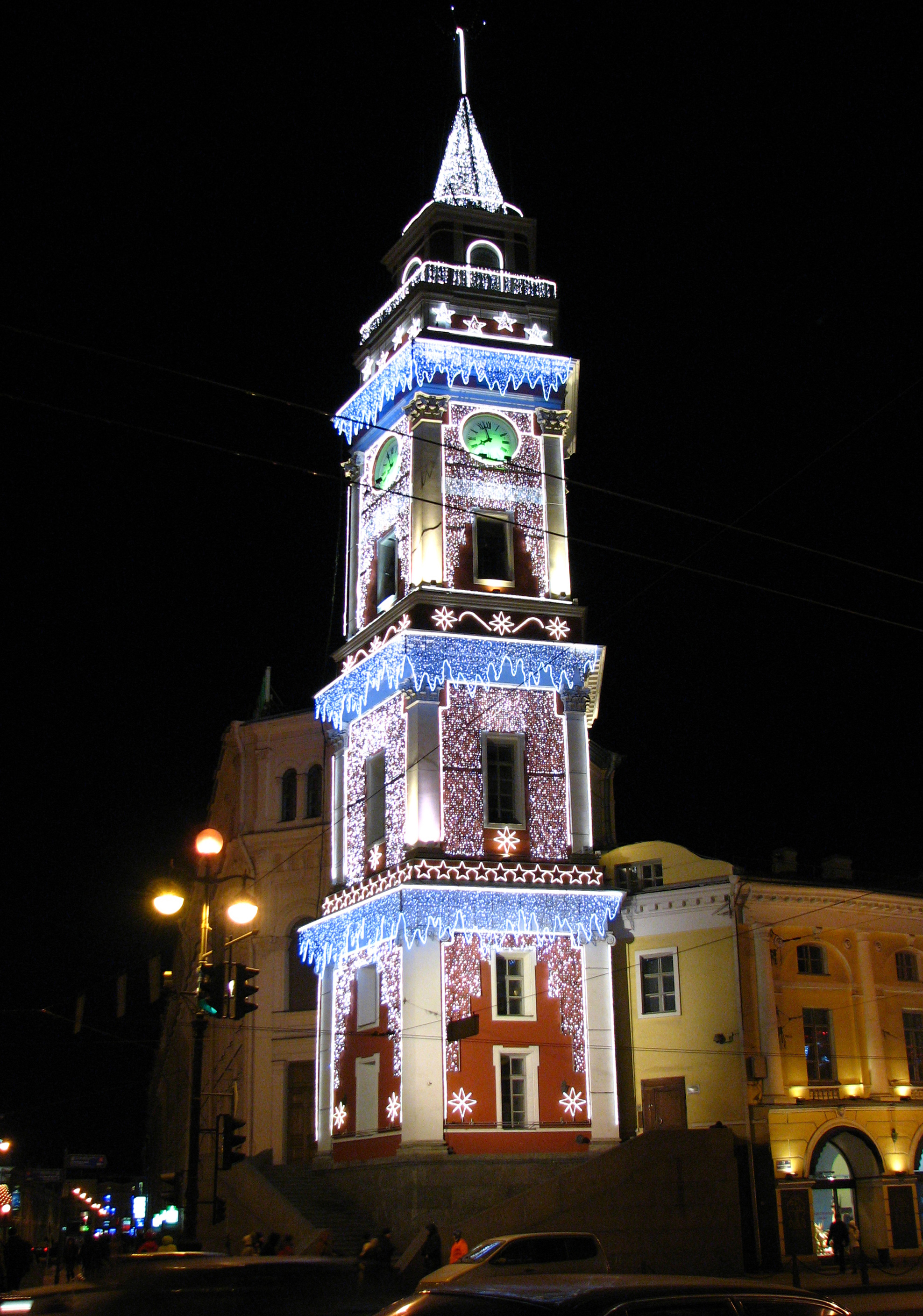
С декабря 2007 года башня Городской думы украшается иллюминацией к Новому году. В 2008 году к иллюминации добавилось музыкальное оформление

В советские годы потребовался капитальный ремонт. Решение о ремонте принял Исполком Ленсовета в 1974 году, речь шла о восстановлении здания к 1980-му. Но ремонт затянулся. В результате здание долго стояло неотапливаемое, не охранявшееся. Вандалы разломали в нём литые перила, разбили зеркала, выломали двери, надпилили металлический брус, на котором висел колокол. После переезда из здания железнодорожных касс исчезли две бронзовые люстры, в то же время исчезли и описи внутреннего убранства Думы.
В 1986 году был разобран пятый этаж здания. В 1993 году была заменена металлическая конструкция наверху башни. В 1995 году было разобрано парадное крыльцо.
Сбербанк, начиная с 1998 года, проводит масштабный ремонт здания. Был укреплен фундамент, начат поэтажный ремонт помещений. 27 мая 2005 года, при участии губернатора Петербурга Валентины Матвиенко, состоялось открытие здания Городской Думы после реставрации. К этому дню был завершен ремонт парадного крыльца, выходящего на Невский проспект, комплексная реставрация башни и фасадов, ремонт знаменитых часов фирмы «Фридрих Винтер».

## Башенные часы

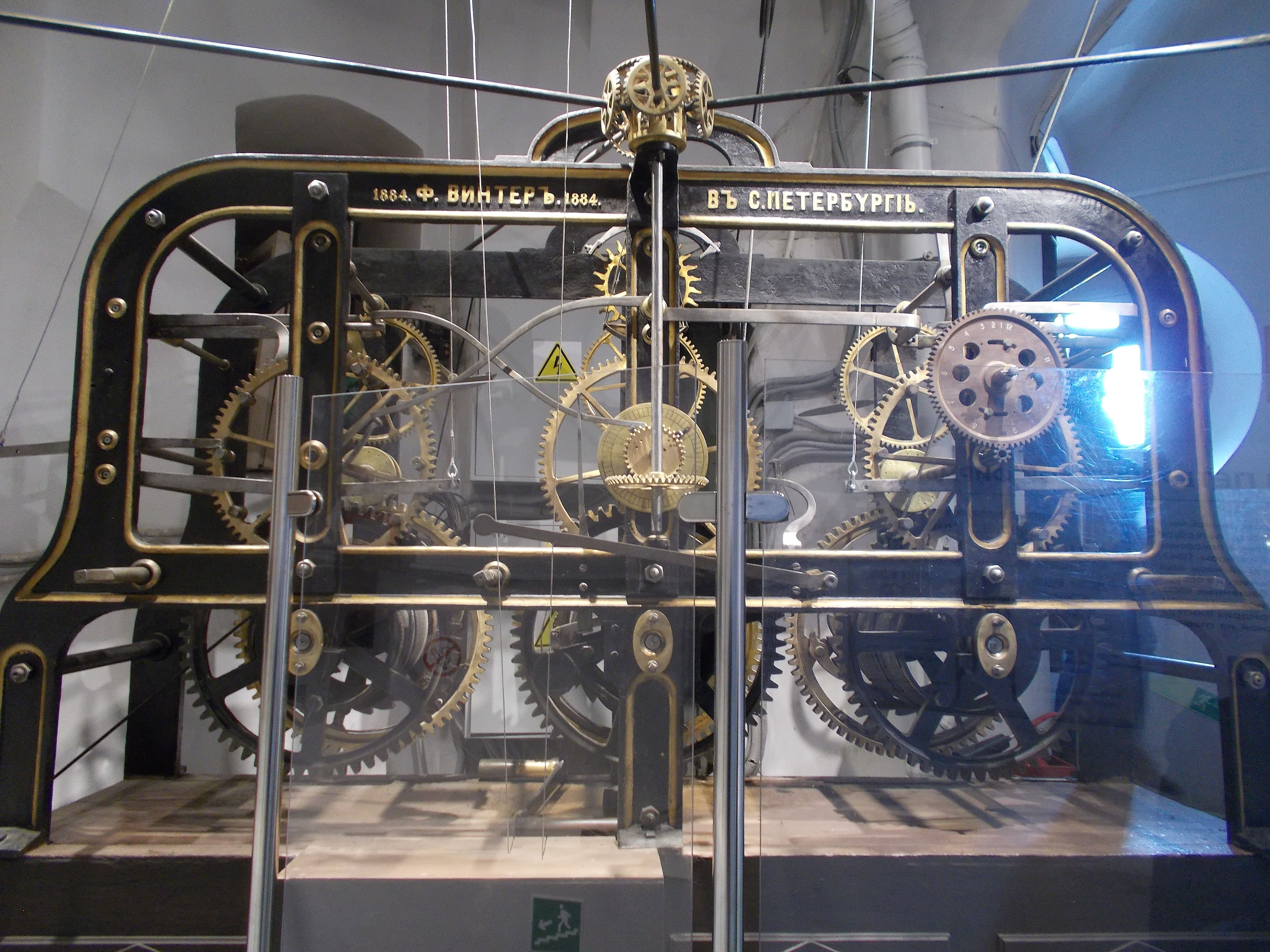
Часовой механизм Думской башни

Предполагают, что возведённая Д. Феррари башня уже изначально имела часы, но какие — неизвестно. Прослужили они около 80 лет. О них в 1870 году имела место переписка между Санкт-Петербургским градоначальником Ф. Треповым и городским самоуправлением. Трепов предложил организовать ночное освещение часов на башне. До тех пор в Петербурге подобного не было. Депутаты посылали запрос в телеграфное ведомство о стоимости гальванического аппарата, но проблема эта решилась лишь в середине 1880-х.

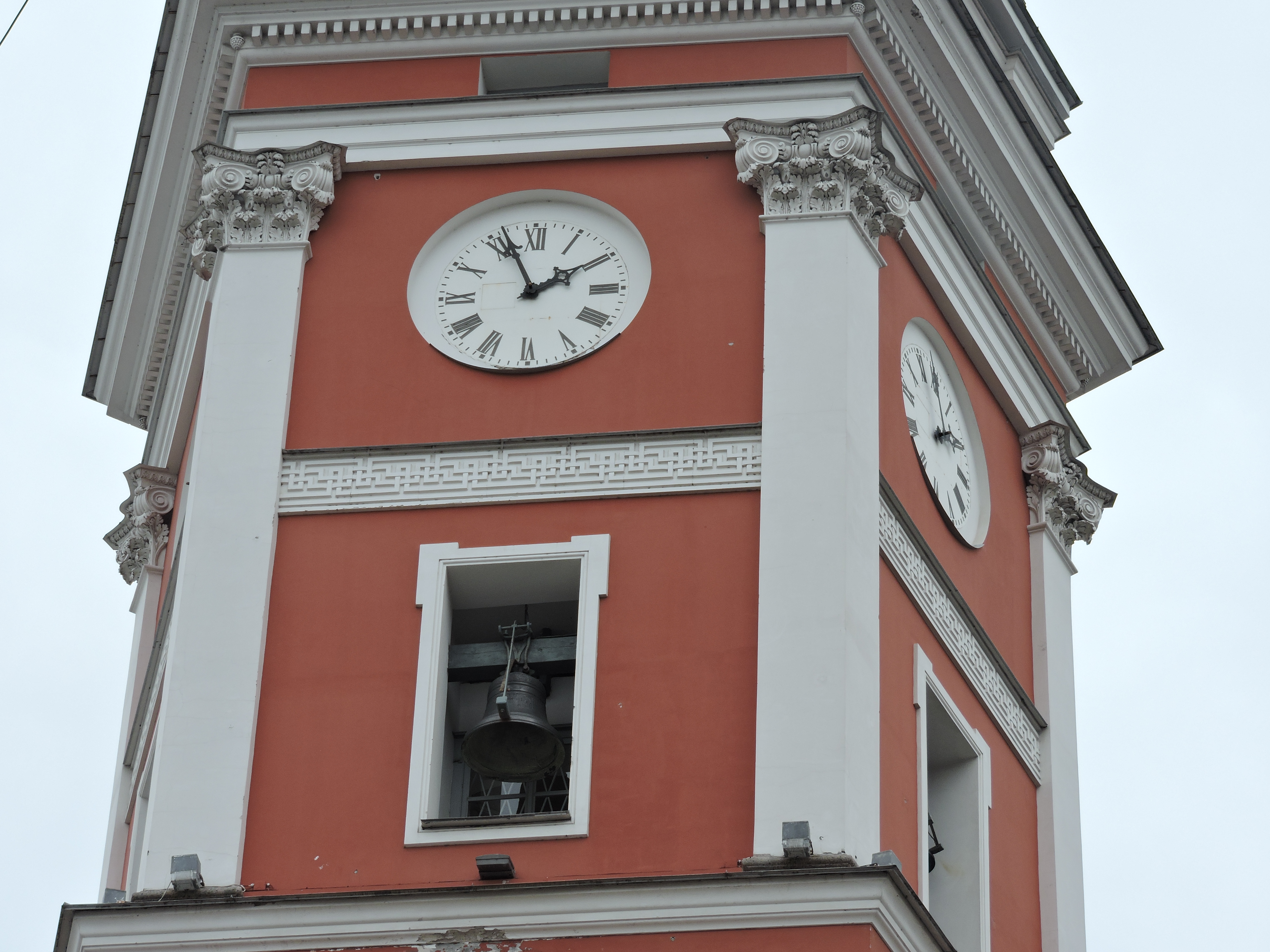
Часы-куранты

В 1882 году после обследования механизма часов специалисты пришли к выводу, что они давно испортились «вследствие совершенной их ветхости». Городская управа постановила выделить 3570 рублей на устройство нового механизма, с двумя металлическими и двумя стеклянными матовыми циферблатами, освещаемыми ночью. В июне 1883 года с часовых дел мастером Ф. Винтером было заключено соглашение об установке этих часов. Причём плату он мог получить только после всех работ. Если устроенные Ф. Винтером часы стали бы отставать более чем на две минуты в месяц, он должен был подвергаться штрафу. Заводить механизм мастер обязался за 50 рублей в год. Часы били четыре раза в час.
Впервые за много лет часы замолчали летом 1986 года, когда в башню Думы проник нетрезвый «посетитель», который отвинтил от часового механизма гайку. Газеты того времени назвали это «клинической смертью главных часов главного ленинградского проспекта». Деталь вскоре вернули на место. Но через два года из механизма были украдены несколько шестерён и счётное колесо, и «голос Невского» вновь замолчал.
Часы несколько раз ремонтировались. В 1967 году реставраторы управления «Ленремчас» за три месяца заменили многие детали, очистили от наслоений три колокола. Ремонтировались они и в 1989 году. В 1994 году мастерской «Старинные часы» и реставраторами с Литейного, № 59, был произведён новый ремонт, после чего отклонение хода стало не более 30 секунд в неделю.
Механизм Винтера окончательно пришёл в негодность в 2007 году. После  этого часы были переведены на электропривод, а механизм законсервирован до начала реставрационных работ. В 18:00 12 ноября 2014 года (в 173-й «день рождения» Сбербанка, финансировавшего восстановительные работы) механизм со звоном раз в четверть часа был запущен вновь.

## Использование

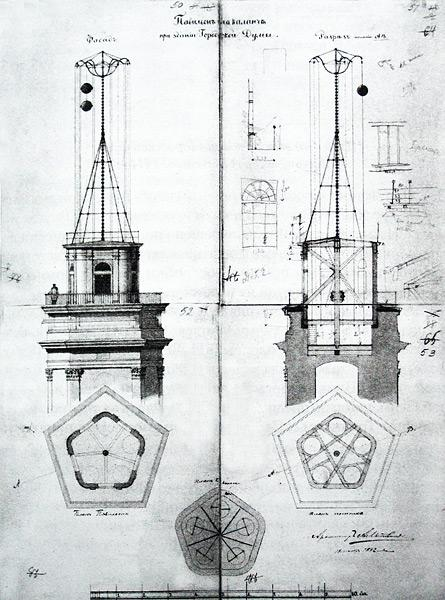
Чертеж павильона на башне Городской думы, 1892 год. Видна конструкция для подъёма сигнальных шаров и пятиугольное сечение башни

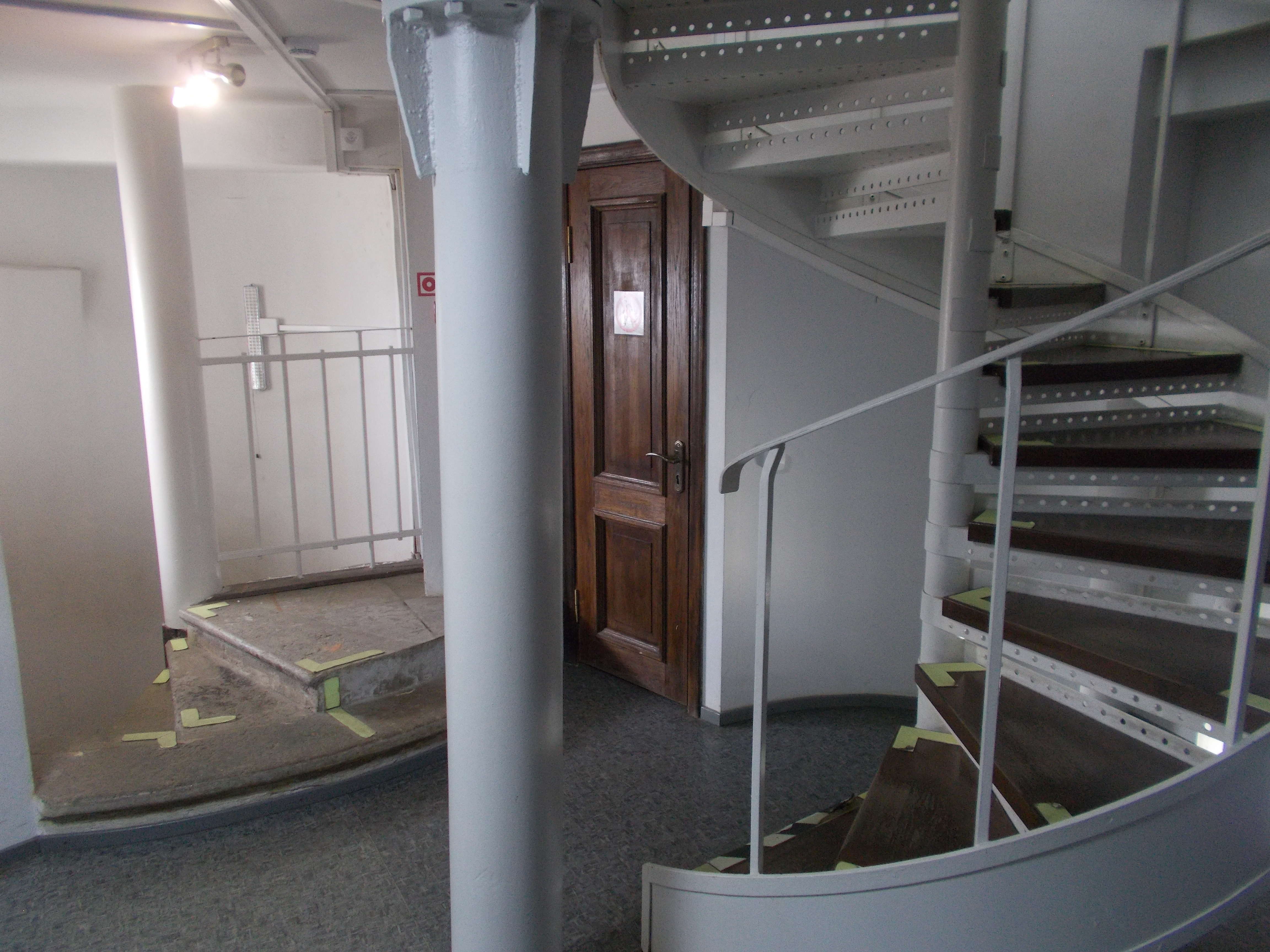
Промежуточная площадка в Думской башне

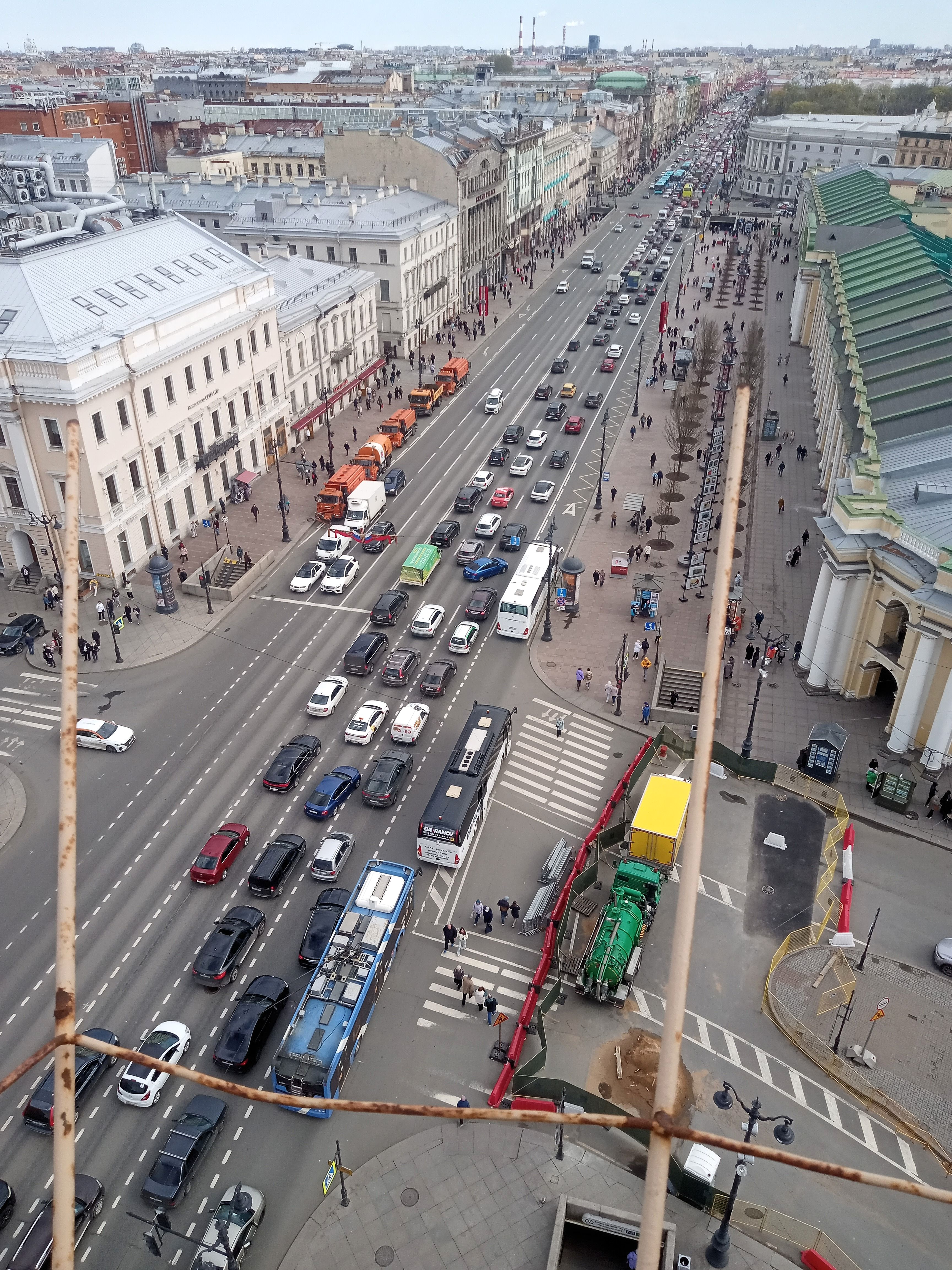
Вид со смотровой площадки Думской башни на Невский проспект

Башня Думы изначально возводилась как функциональное сооружение — сигнальная башня на случай пожара. Внутри башни постоянно дежурили десять пожарных. В 1835 году архитектор В. И. Беретти соорудил конструкцию для подъёма сигнальных шаров. Для этого был построен дополнительный деревянный ярус и ажурная металлическая конструкция. Шарами сообщалось о месте и силе пожара, в случае нужды горожане оповещались о наводнениях. Это устройство оказалось неудачным и в 1840-х годах было заменено новым, изготовленным на заводе Ч. Берда.
В 1839 году думская башня стала одним из звеньев самой длинной в мире (1200 км) линии оптического телеграфа Петербург — Варшава. Телеграф связывал Зимний дворец с Царским Селом, Кронштадтом, Гатчиной, а также с Вильно и Варшавой. Всего на линии стояло 149 станций. Сообщения для передачи здесь получали с «домика» на крыше Зимнего дворца и передавали с помощью зеркал на крышу Технологического института. С аналогичной башни Зимнего сигналы подавались с помощью особой Т-образной рамы, вращавшейся вокруг своих осей. «Телеграфисты» следующей башни повторяли те же самые сигналы для дальнейших наблюдателей. При хорошей погоде сообщение доходило от Петербурга до Варшавы через 149 промежуточных станций за 15 минут. Для передачи сигналов ночью рама имела фонари на концах. В 1854 году такую связь признали неудобной и заменили электрическим телеграфом.
С 1850-х по 1920-е годы башня использовалась как пожарная каланча.
В зале общих собраний думы (Александровском) в 1862 году проводились публичные лекции «Вольного университета» с участием И. М. Сеченова, Д. И. Менделеева, А. Н. Бекетова, Н. И. Костомарова. Здесь проходили концерты Русского музыкального общества, созданного по инициативе А. Г. Рубинштейна, и бесплатной музыкальной школы, основанной М. А. Балакиревым и Г. Я. Ломакиным; впервые исполнялись произведения композиторов М. А. Балакирева, М. П. Мусоргского, Н. А. Римского-Корсакова. На литературных вечерах выступали Ф. М. Достоевский, А. А. Блок, С. А. Есенин.
В ночь на 26 октября 1917 года в Александровском зале был сформирован «Комитет спасения родины и революции». В него входили члены думы, а возглавлял эсер Г. И. Шрейдер. В здании думы в декабре 1917 года проходил II Всероссийский съезд Советов крестьянских депутатов, на котором выступал В. И. Ленин с речью о значении социалистической революции и сущности советской власти.
Декретом Совета народных комиссаров 16 ноября 1917 года городская дума была распущена. На выборах новой думы победили большевики. Городская управа была преобразована в Комиссариат городского хозяйства Петроградской трудовой коммуны, который до 1919 года возглавлял М. И. Калинин. 21 сентября 1918 года Комиссариат принял решение о переселении рабочих с окраин в квартиры буржуа. Работавшая в здании Гордумы Центральная коллегия по реквизиции помещений переселила свыше 300 тысяч рабочих семей в квартиры центральных районов города, превратив их в коммунальные.
После Октябрьской революции городская управа некоторое время ещё размещалась на Думской улице, однако постепенно чиновники переместились в Смольный. Впоследствии в здании размещались Экспериментальный театр (1920-е годы), Академия потребительской кооперации (1930-е), техникум общественного питания, Центральные железнодорожные кассы.
За последовавшие после переезда городской управы годы была утрачена большая часть исторических интерьеров здания, исключение составляют лишь относительно хорошо сохранившиеся Николаевский и Зеркальный залы, где ранее некоторое время располагалась Детская филармония.
Ныне в здании размещаются Музыкальная школа им. Н. А. Римского-Корсакова, Институт Петербурга, а с 1998 года - Северо-Западное и Санкт-Петербургское отделения Сбербанка России (с адресом по Думской улице), а также дирекция ГМП "Исаакиевский собор" в думской башне. В июле 2016 года часть помещений Сбербанка, в том числе отреставрированный Александровский зал, переданы в ведение дирекции ГМП "Исаакиевский собор" с целью организации в них культурно-концертного комплекса, в котором будет базироваться бывший хор Смольного собора после передачи собора РПЦ.
В 2021 году в башне городской думы открылась смотровая площадка, позволяющая посетителям с высоты 44-х метров увидеть Невский проспект и прилегающие улицы.

## Отражение в культуре
| Проникнутый разрывающею жалостью, сидел он перед загоревшею свечою. Уже и полночь давно минула, колокол башни бил половину первого, а он сидел неподвижный, без сна, без деятельного бдения. — Николай Гоголь, «Невский проспект», 1835 | А Невский в этот день, как и в другие дни, Кипел прохожими на солнце и в тени, И также, в две реки, тянулись экипажи Меж стёкол, блещущих соблазнами продажи, И разноцветные, но бледные дома Под небом высились, как ровная кайма, И башня думская, подобно часовому, Внимала холодно движению дневному…— Сергей Андреевский, «Обручённые», 1886 | Не слышно шуму городского, Над невской башней тишина, И больше нет городового — Гуляй, ребята, без вина!— Александр Блок, «Двенадцать», 1918 А напротив — гостей всех мастей полон Двор — Вожделенная цель интуристовских сумок, Но как предки мудры… И Казанский собор От сует отлучен Государственной думой.— Александр Розенбаум, Прогулка по Невскому |